# Boulhaf Dir
Boulhaf Dir est une commune de la wilaya de Tébessa en Algérie.